# Fotobiorreactor

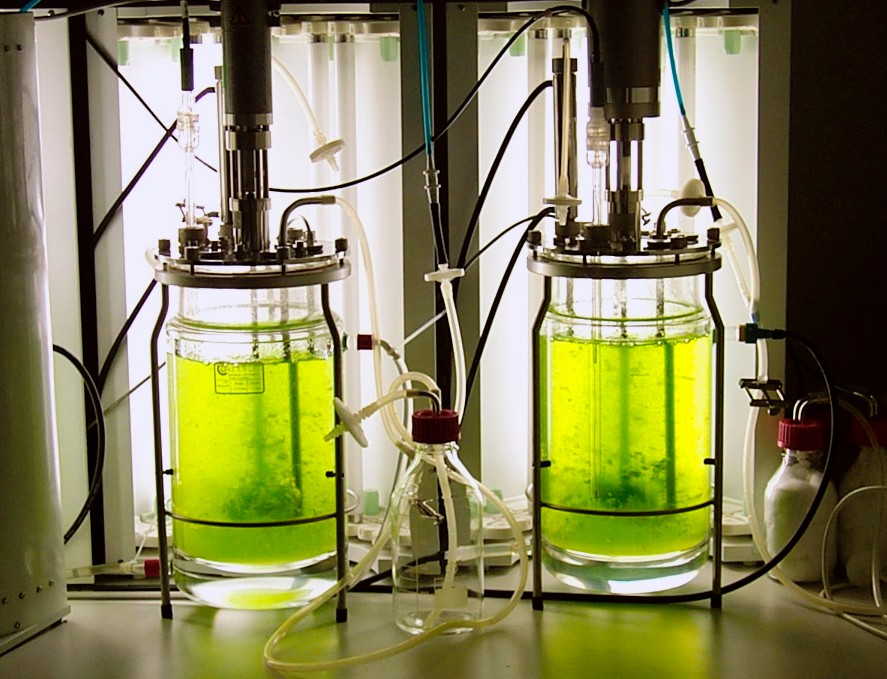
Fotobiorreator destinado à cultura de musgos como a espécie Physcomitrella patens à escala laboratorial.

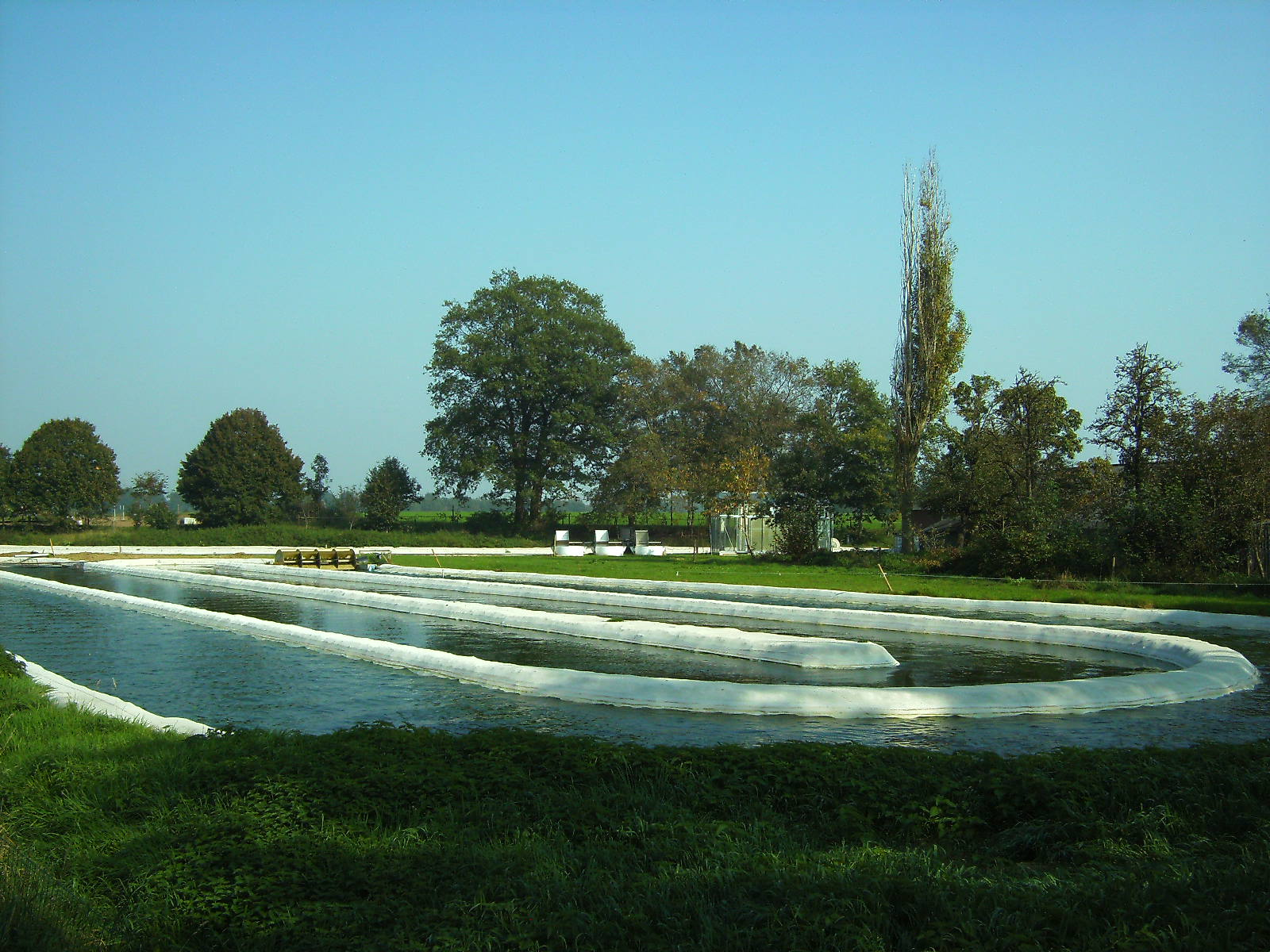
Uma raceway pond (vala de recirculação) descoberta.

Fotobiorreator é um tipo de biorreator que utiliza uma fonte de luz, geralmente a radiação solar, para cultivar microorganismos fototróficos. Estes organismos usam fotossíntese para gerar biomassa a partir da luz  e de dióxido de carbono e incluem plantas, musgos, macroalgas, microalgas, cianobactérias e bactérias . Dentro do ambiente artificial do fotobiorreator são cuidadosamente controladas e mantidas as condições específicas para maximizar a produção de biomassa pelas espécies em cultura, pelo que o fotobiorreator permite taxas de crescimento e níveis de pureza muito mais elevados do que em natureza, mesmo que em habitats semelhantes. Hipoteticamente, num fotobiorreator a biomassa fototrópica pode ser derivada de águas residuais ricas em nutrientes e de dióxido de carbono de gases de combustão de outros processos tecnológicos.